# حيدر جواد كاظم
حيدر جواد كاظم وهو سياسي عراقي شغل منصب عضو في مجلس النواب العراقي في دورته الأولى من عام 2005 إلى 2010.